# Ahmad Jannati
Ahmad Jannati (en persan : احمد جنتی), né le 23 février 1927 à Ispahan, est un membre du clergé et un homme politique iranien. Il occupe un des postes les plus importants de l'organisation politique iranienne en tant que président du Conseil des gardiens de la Constitution depuis 1992, un organe chargé de veiller à la comptabilité des lois du Majles, le parlement iranien, avec la Constitution et l'Islam et d'approuver les candidatures aux élections nationales. De 2016 à 2024, Jannati présida l'Assemblée des experts.
Il est un des responsables politiques mondiaux les plus âgés toujours en fonction.

## Biographie
Ahmad Jannati naît le 23 février 1927, fils unique d'un père religieux. Il étudie au séminaire d'Ispahan jusqu'en 1946, où il apprend la littérature arabe ainsi que des rudiments d'anglais. Il poursuit ensuite ses études au séminaire de Qom, ou il devient un des élèves de Rouhollah Khomeini. Il se spécialise dans la morale et le Tafsir et atteint le degré de Mujtahid.
Il commence son activité politique en 1964, à la suite de l'exil de Khomeini en Irak, dont il devient un des agents de liaisons sur le territoire iranien. Jannati développe une véritable activité militante, en participant à l'organisation de marches, la rédaction de tracts et l'animation de réunions. Il est pour cela étroitement surveillé par la SAVAK jusqu'à la révolution iranienne; il est emprisonné à trois reprises par le régime du Chah.
En 1979, après la révolution, il devient juge dans l'enceinte du Tribunal révolutionnaire, condamnant a mort de nombreux opposants au clergé et a des hauts-responsables de l'ancien régime impérial.
En 1980, Khomeini nomme Jannati, membre du nouveau Conseil des gardiens de la Constitution, dont il devient le président en 1992, sur nomination du nouveau guide suprême Ali Khamenei.
En 1989, il est membre de la commission présidée par Ali Meshkini, chargé de la réforme de la Constitution iranienne.
Le 24 mai 2016, Jannati est élu à la présidence de l'Assemblée des experts dont il est membre depuis 1983, l'organisme est chargé de nommer et contrôler l'activité du guide suprême. La santé du guide suprême Ali Khamenei, alors âgé de 77 ans, est considérée comme incertaine et cette élection permet aux conservateurs de garder la mainmise sur l'assemblée pour les 8 ans à venir et de nommer l'un des leurs si Khamenei venait à disparaître. Jannati obtient 51 des 86 voix, contre 21 pour l'ayatollah Ibrahim Amini, un candidat « réformateur » et 13 voix pour l'ayatollah Mahmoud Hashemi Shahroudi, un autre conservateur.
En 2024, Jannati ne se représente pas lors des Élections de l'Assemblée des experts.
Il est remplacé a la présidence de l'assemblée par Mohammad Ali Movahedi-Kermani.

## Prises de positions

### Sur le soulèvement post-électoral de 2009
Jannati est décrit comme un fervent soutien du président conservateur Mahmoud Ahmadinejad, au pouvoir entre 2005 et 2013.
Durant son sermon de prière du vendredi 29 janvier 2010 à Téhéran, Jannati a félicité les autorités judiciaires iraniennes d'avoir, la veille, exécuté deux dissidents politiques puis a exhorté les responsables judiciaires à continuer d'exécutés des dissidents jusqu'à la fin des manifestations."
« Dieu a ordonné ai prophète Mahomet de tuer brutalement les hypocrites et les personnes mal intentionnées qui s'en tiennent à leurs convictions. Le Coran ordonne avec insistance de telles morts. Que Dieu ne pardonne à personne de faire preuve d'indulgence envers les corrompus sur Terre. »

### Sur les États-Unis
Dans un discours du 1er juin 2007, diffusé à la télévision iranienne, Jannati a déclaré :
« Les gens sont de plus en plus enclins au Coran, a l'Islam, à la Révolution islamique et à l'Imam [Khomeini]. Tout comme ce mouvement a détruit le régime monarchique ici, il détruira définitivement le règne arrogant de l'hégémonie de l'Amérique, d'Israël et de leurs alliés... En fin de compte, nous sommes un régime anti-américain. L'Amérique est notre ennemi, et nous sommes les ennemis de l'Amérique. L'hostilité entre nous n'est pas une affaire personnelle. C'est une question de principe. Nous sommes en désaccord sur les principes de fond de notre révolution et de notre islam. »
En avril 2008, il a déclaré : « Vous avez crié: "Mort au Shah", et en effet, il est mort. Vous avez crié: "Mort à Israël", et il est maintenant sur son lit de mort. Vous avez crié: "Mort à l'Amérique", et bientôt, si Allah le veut, la prière pour les morts sera recitée dessus ».
Lors de la prière du vendredi du 17 septembre 2010, Jannati a affirmé que les sondages d'opinions révèlent que 84 % des Américains considèrent l'administration américaine comme responsables des attentats du 11 septembre 2001.
Dans un sermon a Téhéran, qui a été retransmis à la télévision iranienne le 21 février 2014, Jannati a déclaré à une foule que : « Si nous, le peuple, sommes contre l'Amérique, vous [les dirigeants iraniens] devez également vous y opposez » et que le slogan « Mort à l'Amérique » est : « Le slogan de tout notre peuple sans exception. C'est notre slogan numéro un ».

## Image publique
Selon un sondage réalisé en mars 2016 auprès des citoyens iraniens par Information and Public Opinion Solutions LLC (iPOS), Jannati obtient 21 % d'approbation contre 31 % de désapprobation, tandis que 36 % des Iraniens ne reconnaissent pas son nom.
Jannati est devenu la cible de blague stéréotypées sur l'âge des responsables politiques en Iran.

## Sanctions
En février 2020, le département du Trésor américain a sanctionné Jannati pour avoir « empêché des élections libres et équitables en Iran ».

## Vie privée
Jannati a été marié avec Sediqeh Mazaheri de 1947 à 2015, au décès de cette dernière.
De cette union sont nés quatre fils :
- Ali, né en 1949, homme politique de tendances modérés et proche du président Rafsandjani, a été gouverneur du Khouzistan de 1983 à 1987 puis du Khorassan de 1989 à 1992, puis ambassadeur d'Iran au Koweït de 1998 à 2005 et de 2006 à 2010, avant d'être ministre de la Culture sous la présidence d'Hassan Rohani de 2013 à 2016 ;
- Hossein (1951-1982), membre de l'Organisation des moudjahiddines du peuple iranien, a été tué dans une bataille de rue par les forces de sécurité de la République islamique[16],[17]. Ahmad Jannati, éleva ensuite Mohsen, le fils unique de Hossein. Mohsen est devenu membre du Basij, il a été tué dans un accident de voiture, à l'âge de 18 ans en 1996 ;
- Hassan, réside dans la région de Ispahan et travaille dans la menuiserie ;
- Mohammad, travaille comme employé pour l'Agence de presse de la République islamique.

Jannati a contracté un second mariage en 2017, à l'âge de 90 ans.
Sa seconde épouse décède en novembre 2023.